# Адам Важик
Адам Важик (пољ. Adam Ważyk; Варшава, 17. новембар 1905 — Варшава, 13. август 1982) је био пољски писац, песник, есејиста и преводилац јеврејског порекла.
Био је близак Краковској авангарди, иако није био њен члан. Био је веома образован и свестран. Поред пољске песничке авангарде биле су му блиске руска и француска авангарда, особито надреализам. У авангардном духу написао је само две збирке: „Семафори“ и „Очи и уста“. После Другог светског рата био је соцреалиста, али и један од првих дисидената. Искупио се „Поемом за одрасле“, којом је започео период југовине у Пољској. Веома су значајани његови преводи француске надреалистичке поезије и Аполинера. Поред поменутих збирки песама објавио је и „Срце гранате“ и „Лавиринт“, романе: „Човек у мрком оделу“, „Породични митови“, „Епизода“ и књигу есеја „Ствар укуса“.